# Церква Введення в храм Пресвятої Богородиці (Сокиринці)
Церква Введення в храм Пресвятої Богородиці в Сокиринцях — парафія і храм греко-католицької громади Пробіжнянського деканату Бучацької єпархії Української греко-католицької церкви в селі Сокиринці Чортківського району Тернопільської области.

## Історія церкви
Греко-католицьку церкву в селі збудували в 1921 році. Під час боїв у 1944 році вона згоріла від запальної кулі. У 1989 році громада села за власні кошти відбудувала церкву, а місцевий художник виконав її розпис.
З 1991 року парафія належить до УГКЦ. 25 липня 2021 року церква відзначила свій 100-річний ювілей.
При парафії діють:
- Братство «Апостольство молитви».
- Спільнота «Матері в молитві».

## Парохи
| Ім'я                     | Роки      | Світлини |
| ------------------------ | --------- | -------- |
| о. Северин Матковський   |           |          |
| о. Володимир Ковальський |           |          |
| о. Зеновій Семенишин     | 1993—1994 |          |
| о. Микола Малий          | 1994—1996 |          |
| о. Володимир Зависляк    | 1996—1999 |          |
| о. Любомир Павлик        | від 1999  |          |